# Aziel Jackson
Aziel Jackson (Nueva York, 25 de octubre de 2001) es un futbolista estadounidense que juega en la demarcación de centrocampista para el Jagiellonia Białystok de la Ekstraklasa polaca.

## Selección nacional
Hizo su debut con la selección absoluta de Estados Unidos el 20 de enero de 2024 contra Eslovenia en un partido amistoso que finalizó con un resultado de 0-1 a favor del combinado esloveno tras un gol de Nejc Gradišar.

## Clubes
| Club                       | País           | Año       | Partidos | Goles |
| -------------------------- | -------------- | --------- | -------- | ----- |
| Blagnac FC                 | Francia        | 2018-2019 | 4        | 0     |
| Minnesota United FC        | Estados Unidos | 2021      | 0        | 0     |
| North Carolina FC (cedido) | Estados Unidos | 2021      | 12       | 1     |
| Minnesota United FC        | Estados Unidos | 2022      | 2        | 0     |
| Minnesota United FC 2      | Estados Unidos | 2022      | 23       | 10    |
| St. Louis City SC 2        | Estados Unidos | 2023      | 8        | 1     |
| St. Louis City SC          | Estados Unidos | 2023-2025 | 35       | 3     |
| Jagiellonia Białystok      | Polonia        | 2025-     |          |       |